# Bomolocha potamistes
Bomolocha potamistes là một loài bướm đêm trong họ Noctuidae.